# جيمس إم. كيك
جيمس إم. كيك (بالإنجليزية: James M. Keck)‏ هو ضابط أمريكي، ولد في 4 سبتمبر 1921 في سكرانتون في الولايات المتحدة، وتوفي في 25 يونيو 2018 في سان أنطونيو في الولايات المتحدة.